# Madeira Garnfabrik

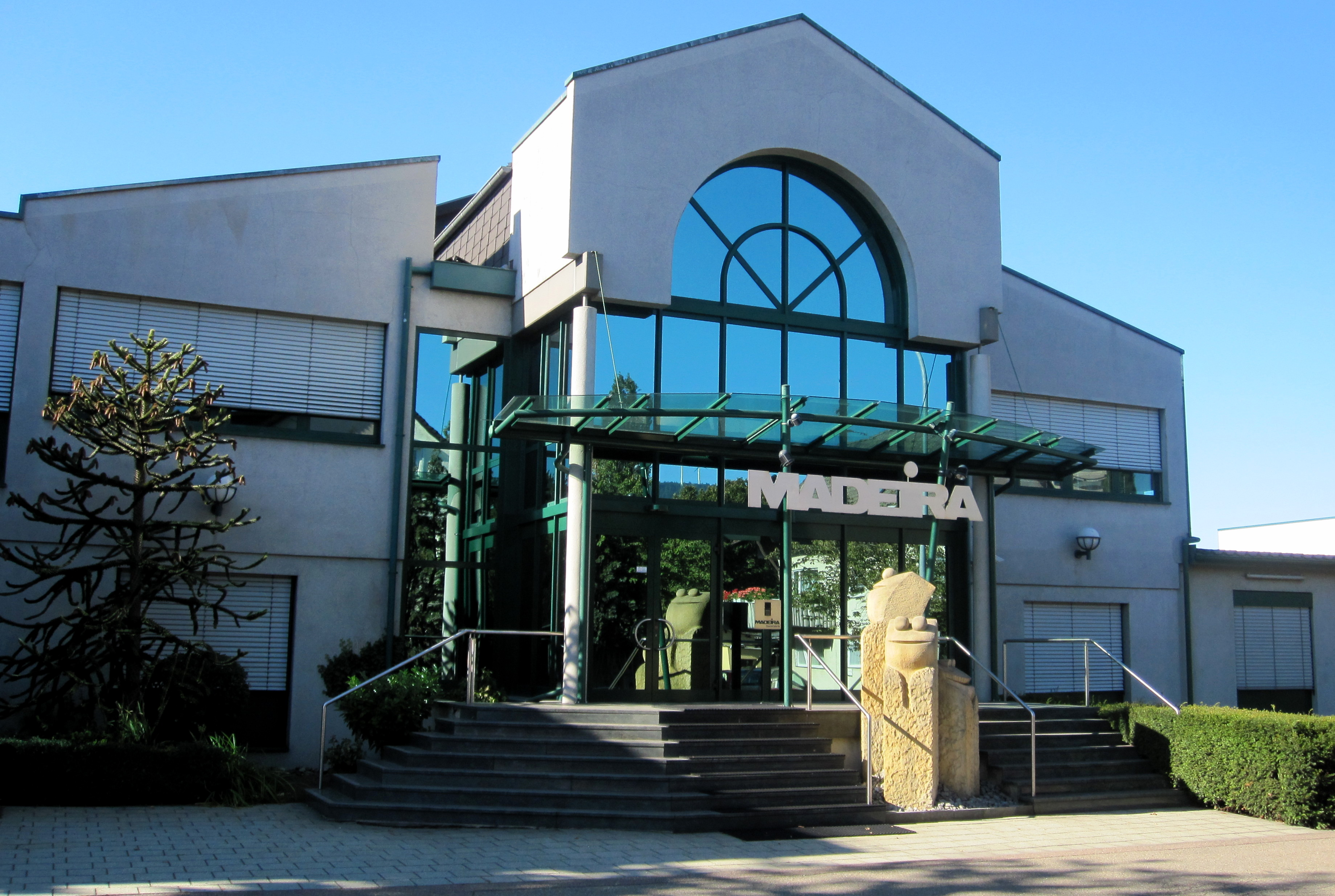
Madeira Garnfabrik (Haupteingang)

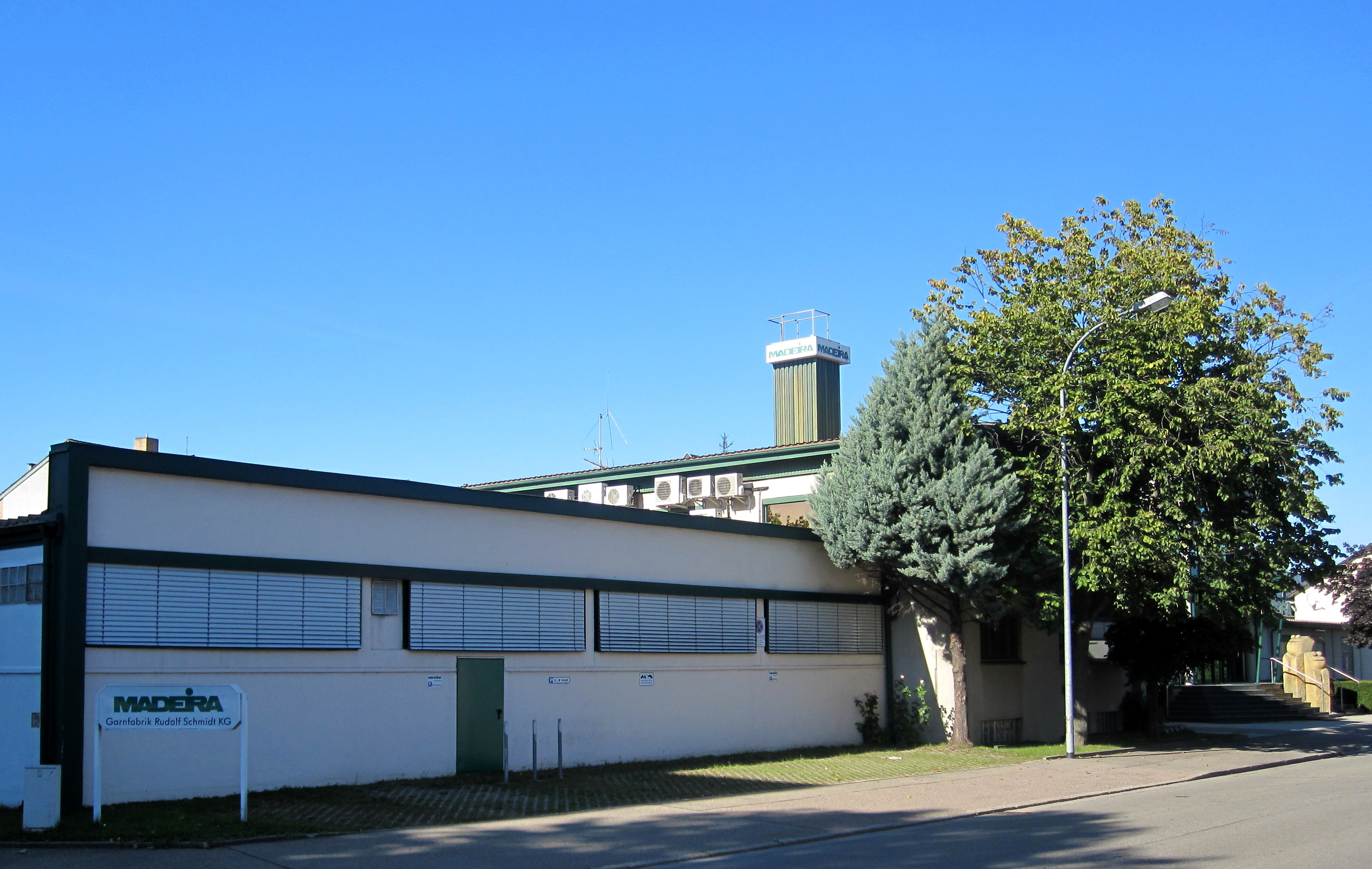
Madeira Garnfabrik (Seitenflügel)

Die Madeira Garnfabrik ist ein Hersteller von Maschinenstick- und Effektgarnen in Freiburg im Breisgau, Deutschland.

## Geschichte
Das Unternehmen wurde 1919 als Burkhardt & Schmidt Garnfabrik gegründet. 1975 wurde die Firma in Madeira umbenannt. Der Name entstand in Anlehnung an die gleichnamige portugiesische Insel, die weltweit für ihre Stickereien und für orientalische Königshäuser bekannt ist.

## Produkte
Die Madeira-Gruppe besteht aus zwei rechtlich unabhängigen Sparten, die sowohl Industriebetriebe als auch den Handarbeitsfachhandel beliefert. Die Muttergesellschaft Madeira Garnfabrik beliefert ausschließlich Produktionsbetriebe. Die 1987 entstandene Tochtergesellschaft Madeira Garne GmbH beliefert bis heute den internationalen Handarbeitsfachhandel. Daneben existiert Madeira Garnfärberei Gebr. Schmidt GmbH, die als Dienstleister für beide Unternehmen fungiert. Die Geschäftsführer sind die Zwillinge Michael und Ulrich Schmidt, wobei sich Ulrich Schmidt um die Madeira Garnfabrik und Michael Schmidt um die Madeira Garne kümmert.
Madeira stellt verschiedene Maschinenstickgarne, Nähgarne und Handstickgarne her. Zudem werden Folien, Nadeln, Kleber, Vliese sowie Zubehör für Stickereifachbetriebe vertrieben. Das Unternehmen ist zertifiziert nach ISO 9001, die Garne des Unternehmens Madeira sind zertifiziert nach Öko-Tex Standard 100.

## Niederlassungen
Das Unternehmen mit Hauptsitz in Freiburg im Breisgau, Deutschland, besitzt zahlreiche Niederlassungen in Europa, den USA und Asien. Insgesamt beschäftigt Madeira 400 Mitarbeiter.